# United Daily News
United Daily News (chiń. 聯合報) – tajwański dziennik, jedna z głównych gazet codziennych w kraju. Został założony w 1951 roku.